# Animal (2023)
Animal ist ein Filmdrama von Sofia Exarchou. Die Premiere des Films erfolgte Anfang August 2023 beim Locarno Film Festival. 

## Handlung
Die Animateure auf einer griechischen All-Inclusive-Insel bereiten sich auf die Hochsaison vor. Kalia ist die Leiterin der Gruppe und muss das bunte Programm stets am Leben halten. Als die Arbeit zunehmend härter und intensiver wird, arten die Dinge aus. Doch die Show muss weitergehen.

## Produktion
Regie führte Sofia Exarchou, die auch das Drehbuch schrieb. Es handelt sich um ihren zweiten Spielfilm nach Park aus dem Jahr 2016.

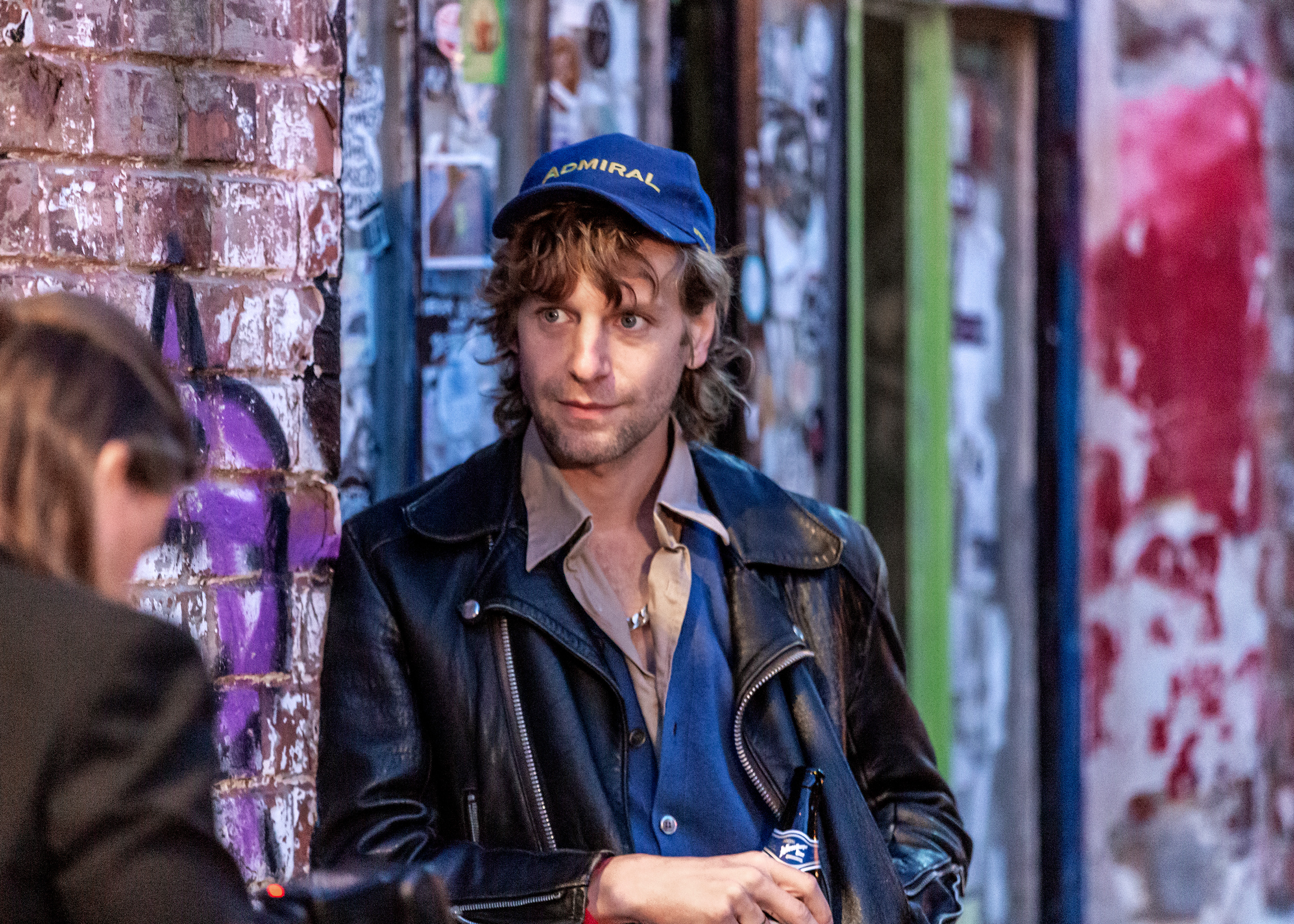
Der österreichische Liedermacher Voodoo Jürgens spielt Jonas

Dimitra Vlagkopoulou, die auch in Park in einer der Hauptrollen zu sehen war, spielt Kalia, die Leiterin der Gruppe von Animateuren. Flomaria Papadaki spielt Eva, Ahilleas Hariskos Simos, der österreichische Liedermacher Voodoo Jürgens Jonas und Chronis Barbarian Thomas.
Gedreht wurde in Athen und auf Kreta. Als Kamerafrau fungierte die Polin Monika Lenczewska, mit der Exarchou ebenfalls bereits für Park zusammenarbeitete.
Die eigentliche Filmmusik komponierte der Österreicher Wolfgang Frisch. Das Soundtrack-Album mit insgesamt 17 Musikstücken wurde Mitte Januar 2024 von der Plaza Mayor Company als Download veröffentlicht.
Die Premiere des Films erfolgte am 3. August 2023 beim Locarno Film Festival, wo Animal im Wettbewerb um den Goldenen Leoparden konkurrierte. Im Oktober 2023 wurde der Film bei der Viennale gezeigt. Ab Mitte November 2023 wurde er beim Internationalen Filmfestival Mannheim-Heidelberg vorgestellt. Ebenfalls im November 2023 wurde er beim Cork Film Festival gezeigt und Ende Januar, Anfang Februar 2024 beim Göteborg Film Festival.

## Auszeichnungen
Animal befand sich in der Vorauswahl zum Europäischen Filmpreis 2023. Im Folgenden weitere Nominierungen und Auszeichnungen.
Cork Film Festival 2023
- Auszeichnung mit dem Spirit of the Festival Award[7]

Cyprus Film Days International Festival 2024
- Auszeichnung für die Beste Regie (Sofia Exarchou)
- Auszeichnung für die Beste Kamera (Monika Lenczewska)[8]

Göteborg Film Festival 2024
- Nominierung im Internationalen Wettbewerb[9]

Internationales Filmfestival Mannheim-Heidelberg 2023
- Auszeichnung mit dem FIPRESCI-Preis
- Nominierung im Internationalen Wettbewerb „On the Rise“[10][11]

Internationales Filmfestival Thessaloniki 2023
- Auszeichnung mit dem Goldenen Alexander im Internationalen Wettbewerb
- Auszeichnung als Beste Schauspielerin (Dimitra Vlagopoulou)
- Auszeichnung mit dem Crew United Award (Sofia Exarchou)[12][13]

Latin American Critics’ Awards for European Films 2024
- Nominierung für den Latin American Critics’ Award[14]

Les Arcs Film Festival 2023
- Nominierung für den Crystal Arrow im Hauptwettbewerb
- Auszeichnung mit dem  Prix d’interprétation (Dimitra Vlagopoulou)[15][16]

Locarno Film Festival 2023
- Nominierung für den Goldenen Leoparden (Sofia Exarchou)
- Auszeichnung mit dem Schauspielpreis (Dimitra Vlagopoulou)[2][17]

LUX-Filmpreis 2024
- Nominierung für den Publikumspreis[18]

São Paulo International Film Festival 2023
- Nominierung im New Directors Competition (Sofia Exarchou)[19]

Semana Internacional de Cine de Valladolid 2023
- Lobende Erwähnung in der Meeting Point Section[20]

Vancouver International Film Festival 2023
- Auszeichnung mit dem Vanguard Award[21]